# Zachowania lęgowe ptaków
Zachowania lęgowe ptaków – zbiór zachowań związanych z lęgiem ptaków i w okresie podstawowego rozwoju zwierzęcia (od toków aż do wylotu młodych z gniazda). Wyróżnia się następujące etapy okresu lęgowego: wybór partnera, budowa gniazda, składanie jaj, wysiadywanie, opieka nad młodymi do uzyskania lotności. W całym tym okresie ptaki bronią swojego terytorium. Większość gatunków troskliwie opiekuje się potomstwem, chociaż są wyjątki od tej reguły. Około 90% ptaków w danym sezonie lęgowym ma tylko jednego partnera (monogamia). Wśród ptaków zazwyczaj to samica wybiera samca. U wielu gatunków o wyborze decydują wygląd i umiejętności oraz śpiew. W przypadku gatunków poligamicznych, np. bażanta, samce bardzo często nie uczestniczą w wychowywaniu młodych, pozostawiając całą pracę samicy.

## Miejsce lęgu

### Liczba osobników w miejscu gniazdowania

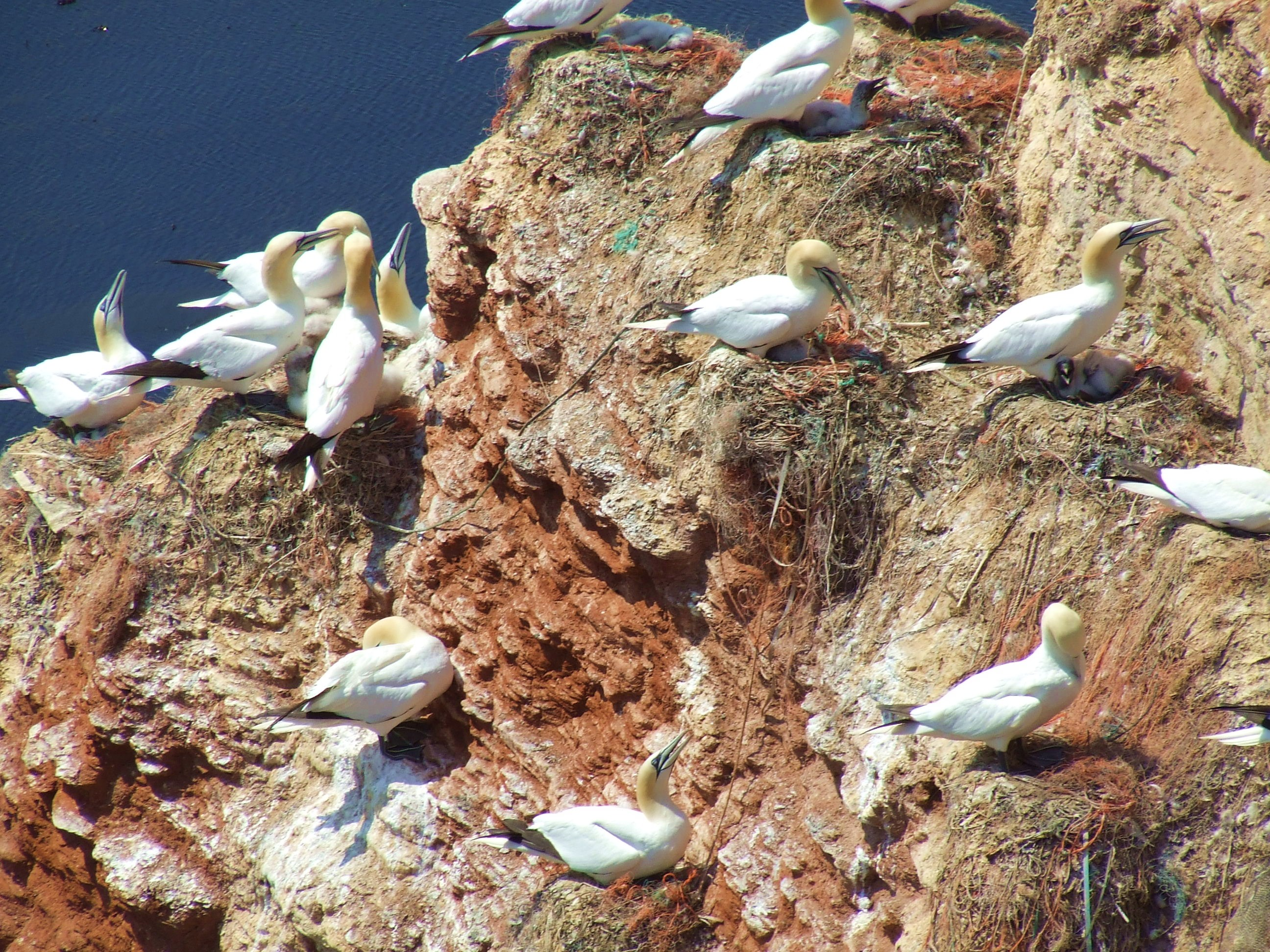
Fragment kolonii gniazdowej głuptaków

Liczba osobników w miejscu gniazdowania zależy w dużej mierze od dostępności pożywienia.
Ptaki morskie gniazdują zazwyczaj w dużych koloniach, ponieważ nie istnieje wiele odpowiednich dla nich miejsc, ponadto miejsca takie leżą w dużej odległości od siebie. Dlatego ptaki morskie co roku wracają w to samo miejsce i zwykle wyprowadzają lęg z tym samym partnerem. To samo miejsce do gniazdowania jest używane przez wiele lat.
Ograniczenia te nie dotyczą ptaków lądowych, które mogą sobie pozwolić na wybór co roku nowego terytorium. W przypadku dziuplaków wybór ten jest jednak znowu ograniczony; ptaki te wymagają odpowiedniej średnicy dziupli, a w przypadku nawet krótkiej nieobecności ptaka w przyszłym gnieździe może być już ono zajęte.

### Pora gniazdowania
Zazwyczaj pora lęgu uzależniona jest od miejsca występowania. Gniazdowanie ptaków występujących w okolicach północnej Europy uwarunkowane jest długością dnia i temperaturą. Pisklęta przy zdrowym rozwoju powinny wykluć się w okresie największej dostępności pokarmu. Gatunki zasiedlające okolice równika mogą to robić przez cały rok. Koczownicze, pustynne ptaki, jak np. papużki faliste i zeberki, rozpoczynają lęgi na początku pory deszczowej. Tak samo postępuje środkowoaustralijska podkasałka pustynna, która zwykle gnieździ się pomiędzy lipcem a listopadem. W przypadku wystąpienia pory deszczowej w innym terminie, chętnie skorzysta z okazji do lęgu. U petreli śnieżnych lęgi zależne są od ilości opadów śniegu. Mogą gniazdować nawet 300 km w głąb Antarktydy. Jeżeli miejsca gniazdowania zamarzną, nie przystąpią do lęgów.

### Terytorium
Samiec rozpoczyna okres lęgowy od zajęcia terytorium, które musi dostarczyć ilość pożywienia wystarczającą dla wykarmienia młodego/młodych; nie musi tak być w przypadku dalej wymienionych typów terytoriów. W zależności od gatunku może ono wynosić od 90cm² do kilku kilometrów średnicy. Na jego terenie odbywa się łączenie w pary i często, ale nie zawsze, budowa gniazda.
Samce agresywnie bronią terytorium. Najczęściej poprzez śpiew oznajmiają innym ptakom, że to miejsce jest już zajęte. Walki zdarzają się rzadko, zwłaszcza takie, w których dochodzi do zranienia lub śmierci jednego z konkurentów. Do wyjątków należy zachowanie rudzika, który bardzo zażarcie broni swojego terenu; w przypadku tego gatunku walka może skończyć się śmiercią lub bardzo silnym poturbowaniem jednego z osobników.
Najmniejszą powierzchnię terytoriów mają nurzyki. Składają jedno jajo na półce skalnej, zadowalając się kilkucentymetrowym kawałkiem urwiska. Pomimo długości ciała 42 cm, zagęszczenie par tych ptaków może wynosić 20 na m².

### Selekcja siedlisk
Nie każde siedlisko nadaje się do gniazdowania równie dobrze. Z punktu widzenia ewolucyjnego lepsze są siedliska pozwalające na wyprodukowanie i odchowanie większej liczby potomstwa (zwiększające dostosowanie). Z tego powodu przyszli rodzice zwykle najpierw starają się zająć najkorzystniejsze miejsce. Ponieważ jednak postępuje tak wiele osobników, wzrost zagęszczenia obniża efektywną jakość siedliska, która może okazać się wówczas porównywalna z jakością siedlisk gorszych. Gorsze siedliska nie są w stanie utrzymać dużej liczby osobników, więc może na nich gniazdować mniej par. W ten sposób ostatecznie im lepsze siedlisko, tym większe na nim zagęszczenie gniazd, przez co jakość różnych siedlisk się wyrównuje. Przykładem takiego układu jest kolonia lęgowa mew srebrzystych na nowofundlandzkiej Great Island. Najbardziej preferowanym siedliskiem (zajmowanym przez 22% populacji, mimo że stanowią tylko 10% powierzchni wyspy) są półki skalne, gdzie mewy składają więcej jaj, a pisklęta rosną szybciej niż na mniej preferowanych łąkach i zadarnionych zboczach. Ze względu jednak na duże zagęszczenie, śmiertelność piskląt jest tam tak duża, że ostateczny sukces lęgowy w każdym siedlisku jest podobny (bliski połowie podlotów w stosunku do zniesionych jaj).

### Przekształcenie siedliska
Materiał przyniesiony do kolonii lęgowych ptaków oraz guano w niektórych warunkach są podstawowym składnikiem gleby. Takie odmiany gleb określa się jako ornitogeniczne.

## Strategie rozrodcze

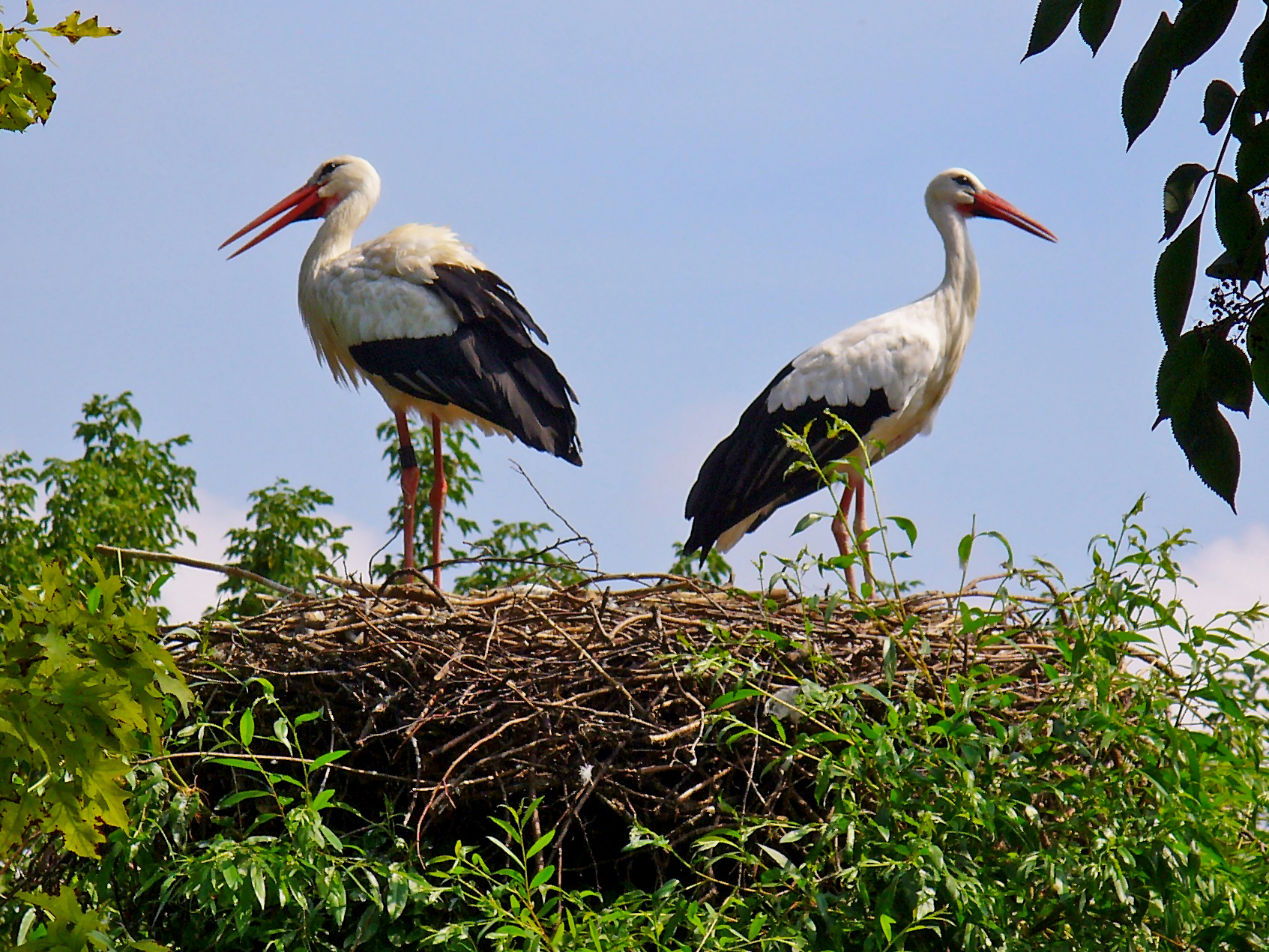
Bociany białe są monogamiczne

Około 90% ptaków w danym sezonie lęgowym ma tylko jednego partnera (monogamia). Para nie rozłącza się podczas odbywania lęgu, a często wyprowadza razem także następny. Tylko nieliczne ptaki, jak np. bociany i łabędzie, łączą się w pary na całe życie.
Jednakże w przypadku bocianów białych udowodniono, że ptaki przywiązują się nie do siebie, ale do gniazda. Samiec przylatuje kilka dni wcześniej, aby naprawić gniazdo. Jeżeli samica nie przyleci z Afryki, jej miejsce zajmie jakaś inna i powstanie nowa para.
Ptaki poligamiczne, jak np. grzebiące, mają więcej niż jednego partnera. Samce usiłują podczas jednego sezonu lęgowego skojarzyć się z jak największą liczbą samic. Zdarza się jednak, że również ptaki monogamiczne przystępują do rozrodu poza swoją parą, dalej mając za partnera tego samego ptaka. Mowa wtedy o monogamii socjalnej.
U ptaków występują również inne strategie. Przykładem jest wodniczka, która jest promiskuityczna – kilka samców i samic na zmianę ze sobą kopuluje. Może się zdarzyć, że w jednym gnieździe są pisklęta od około 5 samców.
Samce kosów mogą nawet zbiorowo gwałcić samice. Postępują tak również kaczory krzyżówki, mimo że mają tylko jedną partnerkę (incydent taki może się zakończyć utonięciem kaczki). Często powstają z tego powodu mieszańce międzygatunkowe kaczek, nawet spoza rodzaju Anas.

### Samicza mimikra
U batalionów, jako jedynych dotąd znanych ptaków, występuje zjawisko samiczej mimikry, tj. istnienia formy samców przypominających wyglądem samice – faederów. Podczas gdy u batalionów występuje silny dymorfizm płciowy, typowe samce są wyraźnie większe i bogaciej ubarwione od samic, faedery są jedynie nieznacznie większe od samic, w okresie godowym mają samicze ubarwienie, jednocześnie mając jądra 2,5 raza większe od jąder zwykłych samców. Faedery (samce satelitarne) są nieliczne (1% populacji) i wchodzą w specyficzny układ z samcem niezależnym. Zaobserwowano kopulacje, w których stroną kryjącą był samiec niezależny, a stroną krytą samiec satelitarny, ale również takie, w których stroną kryjącą był samiec satelitarny (stroną krytą bywa inny samiec – niezależny lub satelitarny albo samica). Początkowo sądzono, że faedery reprezentują starszy ewolucyjnie model zachowania, w którym samiec miał przypominać samicę wyglądem i zachowaniem (wspólna opieka nad potomstwem), stąd nazwa oznaczająca w języku staroangielskim ojca, ale obecnie przeważa pogląd, że jest to okazja do zapładniania partnerki zdobytej przez innego samca.

## Identyfikacja partnera seksualnego
Identyfikacja partnera płciowego u wielu ptaków ma charakter wdrukowania. Świeżo wyklute pisklę ma wrodzony mechanizm zwracania uwagi na duży, ruchomy obiekt, którego obraz staje się wzorcem rodzica w wieku pisklęcym i partnera seksualnego w wieku rozrodczym. W warunkach naturalnych niemal zawsze wdrukowany zostaje obraz rzeczywistych rodziców, a ptak po dorośnięciu, poszukując osobników do nich podobnych, znajduje przedstawicieli swojego gatunku. Wyjątkowo jednak, gdy jajo lub świeżo wyklute pisklę zostanie przeniesione do innego gniazda lub inkubatora, np. w gospodarstwie rolnym lub ogrodzie zoologicznym, wdrukowany zostaje obraz przedstawiciela innego gatunku. W takiej sytuacji dorosły ptak wykazuje zachowania godowe wobec przedstawicieli właśnie takiego gatunku. Zachowania te są z kolei zupełnie wrodzone i typowe dla gatunku, nie zależąc od wdrukowanego obrazu partnera. W ten sposób ptak zaleca się do przedstawiciela obcego gatunku, przy użyciu gestów własnego gatunku, co z reguły nie pozwala na właściwe odczytanie intencji. Najczęściej obserwowano przypadki, gdy takim obiektem są ludzie (hodowcy), zanotowano jednak również wynikające z wdrukowania zachowania godowe gęsi domowej wobec koguta kury domowej, a nawet pawia wobec żółwi. Opisane są również przypadki tego typu dotyczące wróbla zwyczajnego i kawki.
Zasada trwałego przyswojenia występuje także u ptaków hodowanych w klatkach. Mewki japońskie wysiadują podłożone jaja i opiekują się pisklętami, jakby były ich własne. Ponadto te gatunki trudniej rozmnaża się w niewoli poprzez osobniki tego samego gatunku. Kiedy te pisklęta dorosną, nie będą chciały rozmnażać się z osobnikami własnego gatunku lecz z mewkami. Inne trzymane w klatkach ptaki, np. szczygły, mogą tokować wobec opiekuna, jeśli były wychowywane od pisklęcia.

## Toki

### Popisy samców

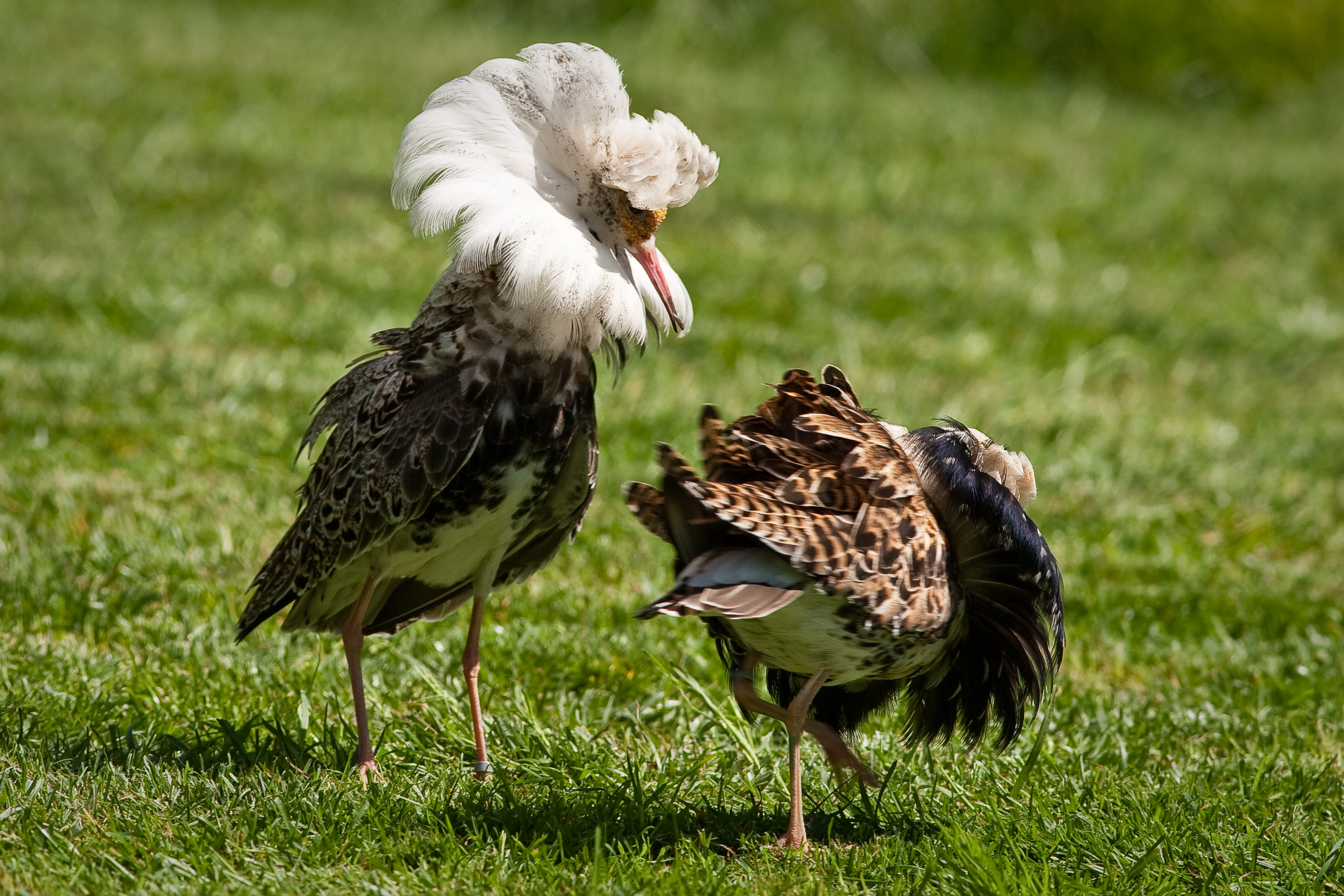
Tokujące bataliony

Wśród ptaków zazwyczaj to samica wybiera samca. U wielu gatunków o wyborze decydują wygląd i umiejętności oraz śpiew. W przypadku gatunków poligamicznych, np. bażanta, samce bardzo często nie uczestniczą w wychowywaniu młodych, pozostawiając całą pracę samicy.
Zazwyczaj ptaki popisują się pokazywaniem swoich barwnych elementów lub śpiewem. W większości specjalnie zmieniają upierzenie, przybierając tzw. szatę godową. Samiec wróbla skalnego nadyma się, pokazując normalnie ukrytą żółtą plamkę na piersi. Badania nad bogatkami wykazały, że samice wybierają partnera na podstawie wielkości czarnej kreski na brzuchu. Udowodniono to poprzez domalowywanie samcom flamastrem grubszej kreski. Okazało się wtedy, że samice chętniej wybierały osobniki z grubszą kreską, a ponadto samce te były przez inne uważane za dominujące.
W przypadku śpiewu na rodzica jest wybierany ten samiec, który śpiewa najgłośniej lub którego śpiew jest najbardziej skomplikowany. Samce zwykle śpiewają także po to, aby zasygnalizować innym ptakom, że to miejsce jest już zajęte i że mają sobie znaleźć inne. Starają się usiąść jak najwyżej, aby dźwięk dobrze się rozchodził.
U niektórych gatunków, jak np. mornel, tokuje samica. Jest ona wtedy bardziej intensywnie ubarwiona. Samiec zajmuje się inkubacją jaj, gniazdem i pisklętami.

### Tokowisko
Tokowisko to miejsce, gdzie odbywają się popisy samców. Zwykle zlatują się one o świcie, rzadko wieczorem, na określone miejsce na ziemi, starając się umiejscowić jak najbliżej centrum. Do wyjątków należą koguty bażanta, którym wystarczy mały placyk wydeptanej trawy; tokują tam samotnie, wydając chrapliwe dźwięki "kher-ok!" w kilkuminutowych odstępach. Inaczej zachowują się też gorzyki, bławatniki i kolibry, które popisują się na gałęzi lub w powietrzu.
Wyróżnia się także lot tokowy. Ma on na celu zaprezentowanie się, czasami ptak jednocześnie śpiewa. Zachowanie takie występuje np. u skowronka i kszyka. Wibrują wtedy jego sterówki, wydając buczące dźwięki.

### Gładzenie piór i karmienie

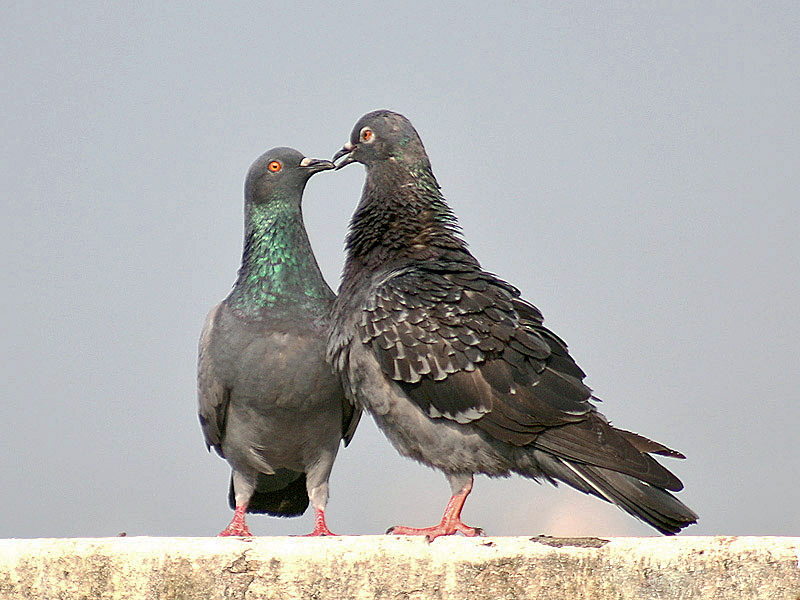
Para gołębi skalnych

Zazwyczaj ptaki gładzą pióra, aby je ułożyć i wyczyścić. Czynność ta może jednak służyć również do zacieśniania więzi w parze; ptaki mogą ją kontynuować długo po połączeniu się w parę. Takie zachowania tłumią także agresję, jeśli jakiś inny ptak znajdzie się zbyt blisko. Można to obserwować u np. papug i astryldów, które sprawiają wrażenie, jakby się cieszyły z fizycznego kontaktu z innym ptakiem.
Karmienie partnera można zauważyć na przykład u zimorodków. Samiec oferuje samiczce rybę, chcąc w ten sposób pokazać, że będzie w stanie wykarmić jej potomstwo. Czasami musi powyższą czynność powtarzać kilkakrotnie. Postępują tak także rybitwy, u których samica wydaje żebrzące głosy przypominające dźwięki charakterystyczne dla piskląt. Samce modraszek chcą w ten sposób przypodobać się partnerce i zatrzymać ją przy sobie; pomaga to także samicy w zgromadzeniu rezerw energetycznych, aby mogła złożyć więcej jaj. Ptaki mogą sobie oferować również materiał na gniazdo.

### Tańce godowe

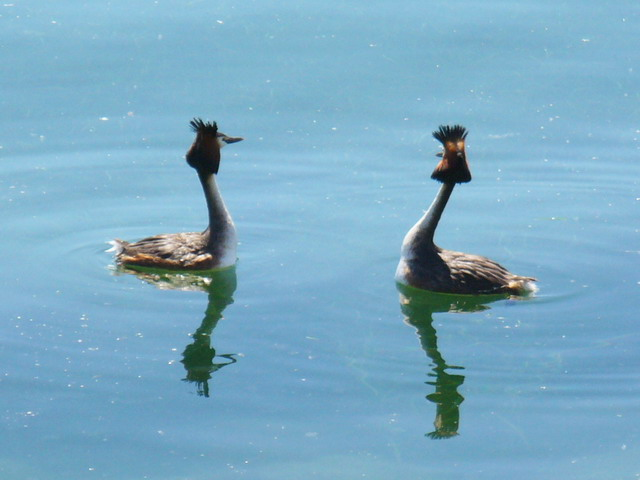
Tańczące perkozy dwuczube

Niektóre gatunki, np. perkozy dwuczube i żurawie, wykonują swego rodzaju tańce. Są to określone sekwencje ruchów charakterystycznych dla danego gatunku. Również one mają na celu zacieśnienie więzi pomiędzy osobnikami. Różnice w tańcu dają się stwierdzić nawet pomiędzy blisko spokrewnionymi gatunkami, dzięki czemu nie dochodzi do krzyżowania się osobników należących do różnych gatunków, nie powstają mieszańce, a czystość gatunkowa zostaje zachowana. Jeżeli jeden z ptaków wykona jakiś ruch niewłaściwie, para może się rozpaść (zwykle rozpad następuje po drugiej pomyłce partnera). Taniec ptaków może trwać od kilku sekund do kilku godzin.
Podobne zachowanie cechuje bieliki amerykańskie, u których samiec i samica lecą w powietrzu, samica nagle odwraca się grzbietem do ziemi, a samiec łapie ją za nogi swoimi kończynami dolnymi.

### Altanki
Samce altanników budują altanki – pomieszczenia z dwiema ścianami z ustawionej niemal pionowo trawy z dodatkiem patyczków. Dodatkowo ptak przyozdabia je piórkami, owocami, kamyczkami, a nawet śmieciami. Zależnie od gatunku mogą przybierać kształt tunelu lub chatki krytej strzechą. Wielkość altanki dochodzi do półtora metra. Altanniki lśniące na przykład wybierają do dekoracji kolor niebieski. Samica przywabiona wyglądem ocenia jej jakość; jeżeli się jej spodoba, dochodzi do kopulacji. Później samica buduje gniazdo i składa jaja.

## Kopulacja

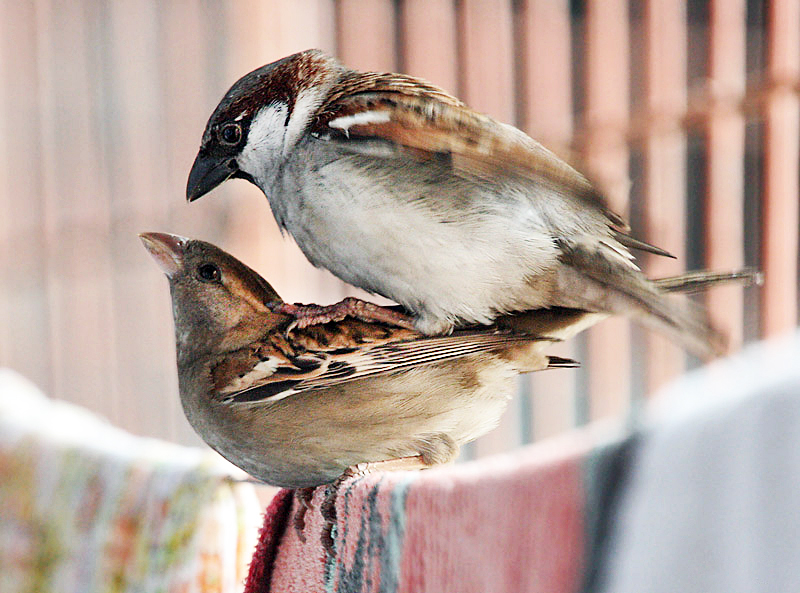
Kopulacja wróbli domowych

W większości przypadków trwa 1–2 sekundy. U niektórych gatunków jest to jednak znacznie dłuższy czas, np. obserwacje wodniczek w niewoli wykazały, że w przypadku tego gatunku może to być 40 minut. Z powodu braku członka u większości gatunków ptaki muszą zetknąć się kloakami. Samiec wskakuje na samicę i utrzymuje równowagę, delikatnie trzepocząc skrzydłami.

## Gniazdo

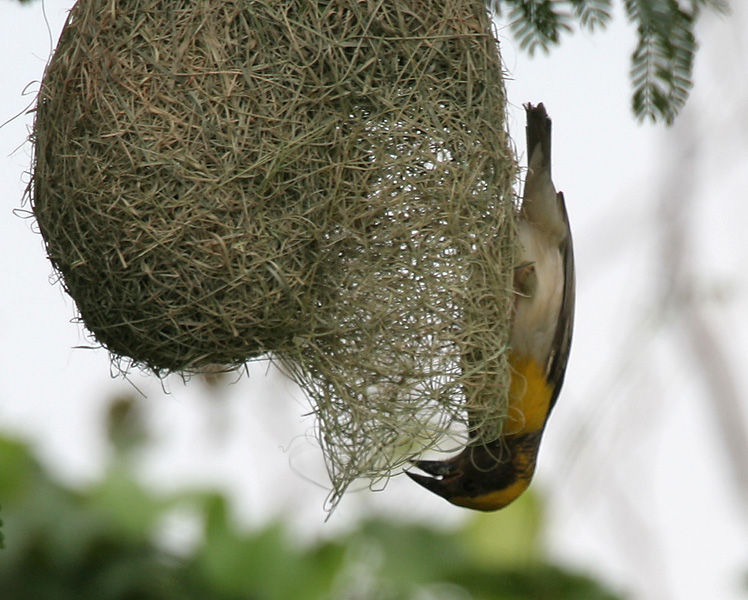
Samiec wikłacza złotogłowego budujący gniazdo

Zazwyczaj ptaki budują gniazda, chociaż np. pingwiny trzymają jajo na stopach i ogrzewają je pod fałdami skóry. Ptaki wróblowe po lęgach opuszczają gniazdo i nie jest ono używane. Gniazda srok mogą być wykorzystywane przez uszatki, a gniazda wron siwych przez pustułki. Inaczej postępują ptaki szponiaste i ogólnie te, które budują duże gniazda. Nie porzucają one swoich gniazd, lecz co roku je ulepszają, dokładając coraz to nowe elementy. Można to zauważyć przy gniazdach bocianów – dolna warstwa jest bardziej szara, górna soczystszej barwy i brązowa. Budowa gniazda, do którego potrzeba kilku tysięcy kawałków mchu i tyle samo kawałków trawy i włosków, zajmuje ptakom zaledwie kilka dni.
Większość ptaków wyściela gniazdo delikatnymi materiałami, np. piórkami, włosami, delikatnym korzonkami. Miejskie ptaki nierzadko wkładają do swego gniazda różne znalezione śmieci. Postępują tak także bociany. Niesie to różne zagrożenia dla ptaków, np. uszczelnione workami foliowymi gniazda mogą napełnić się wodą, pisklęta topią się wtedy lub umierają z wyziębienia. Bociany (także dorosłe) mogą zaplątać się w sznurki, duszą się albo ich nogi ulegają martwicy.
Zazwyczaj ptaki starają się umieścić gniazdo w jakimś niedostępnym miejscu. Nur rdzawoszyi swoje gniazdo buduje na wodzie, przez co jest ono niedostępne dla drapieżników. Perkozy, schodząc z gniazda, przykrywają jaja wodorostami. Rzadkością jest kopanie nor. Robią to m.in. ohary. Zwykle wróblowe budują gniazdo na drzewie, na ziemi w trawie albo w krzewie, szponiaste na drzewie. Wyjątkiem jest błotniak zbożowy, który zakłada gniazdo w wysokiej roślinności na ziemi. Oknówka początkowo swoje gniazdo buduje tylko z małą dziurą, która po wybudowaniu całego gniazda dopiero po ukończeniu budowy jest poszerzana i służy za otwór wlotowy.
U większości gatunków gniazdo buduje samica, ale u wielu samiec trochę jej pomaga. Nie ma ogólnej reguły, czy robi to samiec, czy samica – zależy to od gatunku. Na przykład wikłacz maskowy buduje na końcu gałęzi gniazdo z trawy i robi to wyłącznie samiec. Samice zięb, należących do tego samego podrzędu śpiewających, same budują gniazdo, ale mają opiekę ze strony samca. Samice bażanta wszystkie czynności wykonują same, bez jakiejkolwiek pomocy czy opieki.
Pisklęta mogą zmienić rozmiary gniazda. Nieustannie rosną i wiercą się, przez co gniazdo zostaje rozepchane. Gniazdo raniuszka jest dla samicy nieco za ciasne, przez co pod koniec inkubacji ma ona mocno pogniecione sterówki. Lęgnące się w dziuplach pisklęta dzięciołów z powodu braku miejsca w poziomie siadają jedno na drugie. Służy to także temu, aby nie tracić dużo ciepła, np. u krętogłowa.

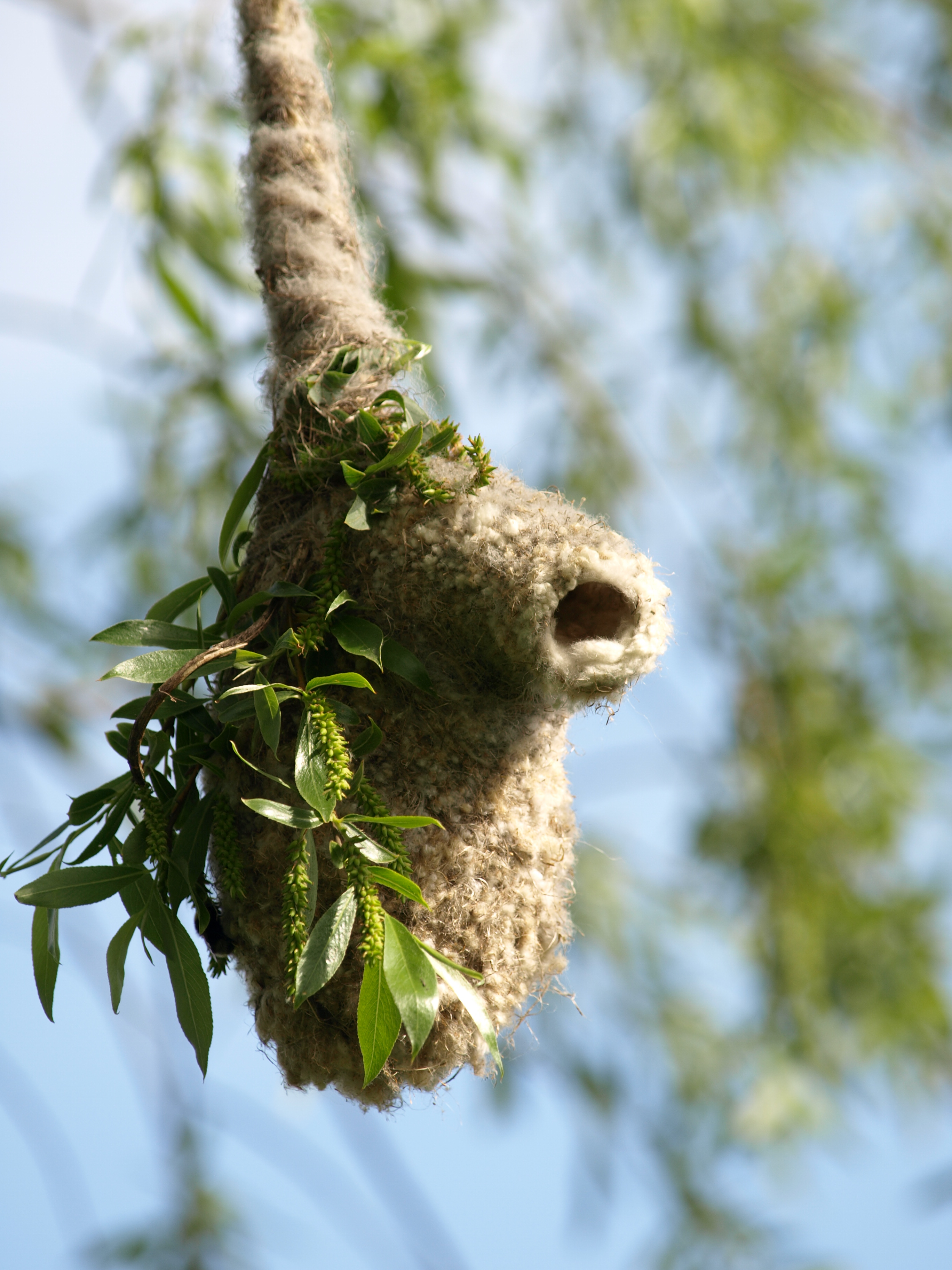
Gotowe gniazdo remiza na wierzbie

Wbrew stereotypowi gniazdo czy jajo dotknięte przez człowieka nie zostanie porzucone a pisklę zabite. Ptaki, z wyjątkiem szponiastych i kilku innych gatunków, nie mają węchu, nie wyczują więc zapachu człowieka .
Co więcej, czasowe wyjmowanie piskląt błotniaka łąkowego z gniazd znajdujących się wśród zbóż na czas koszenia jest jedną z metod ich ochrony. Warto jednak pamiętać, że są to działania wyjątkowe, a w innych sytuacjach zbliżanie się do gniazd może być zabronionym prawnie płoszeniem, gdyż nawet pozbawione węchu ptaki mogą zobaczyć lub usłyszeć intruza i się wystraszyć. Ponadto obszary dookoła gniazd niektórych gatunków są strefami ochronnymi.
Niepokojone ptaki mogą nawet porzucić gniazdo na zawsze, z tym większym prawdopodobieństwem, im mniej zaawansowany jest lęg. W związku z tym zalecane jest jak najrzadsze i jak najpóźniejsze (w sezonie lęgowym) zbliżanie się do gniazd (np. w celach obserwacji naukowych). Ponadto w celu zaoszczędzenia ptakom nadmiernego stresu związanego z zaskoczeniem, w takich wypadkach zalecane jest podchodzenie do gniazda w sposób stosunkowo głośny, aby ptaki wcześnie zauważyły człowieka i mogły gniazdo w porę opuścić, a nie zostać zaskoczone w ostatniej chwili.

### Rodzaje gniazd
Gniazda dzieli się na trzy główne podgrupy: ukryte, półodkryte oraz odkryte. Ponadto pierwszy typ dzieli się na nadziemny i podziemny, a te dwie grupy jeszcze na wysłane i niewysłane. Największą różnorodnością charakteryzuje się ostatni typ gniazd. Lista rodzajów i podrodzajów gniazd:
- gniazda ukryte – są całkowicie niewidoczne. Dzielą się na:
  - nadziemne – dzielą się jeszcze na wysłane i niewysłane. Umieszczone są w dziuplach, wykutych lub powstałych w naturalny sposób. Do tej grupy zaliczane są również gniazda mieszczące się w budkach lęgowych. Przykładem gatunków, u których są wysłane, mogą być szpaki oraz kowaliki. Niewysłane są u np. dzięciołowatych.
  - podziemne – także dzielą się na wysłane i niewysłane. Znajdują się w norze pod ziemią lub są wykopane w brzegu rzeki. Ponadto należą tu gatunki gnieżdżące się w szczelinach murów i między skałami. Nieliczne ptaki gniazdują w taki sposób; w Polsce takie gniazda budowane są jedynie przez ohara, żołnę, zimorodka oraz jaskółkę brzegówkę.
- gniazda półodkryte – umieszczone w płytkich dziuplach o szerokim otworze, szczelinach skał albo we wnękach budynków. Zwykle są dobrze wysłane. Takie gniazda robi np. kopciuszek.
- gniazda odkryte – mają bardzo dużą różnorodność co do umieszczenia. Mogą być otwarte lub zamknięte. Są całkowicie widoczne. Przykładowe miejsca umieszczenia to obszary pomiędzy gałęziami, tuż przy pniu drzewa, na ziemi, na wodzie itp. Bardzo dużo gatunków lęgnie się w takich gniazdach: np. remizy – budują gniazda zamknięte albo łabędzie nieme – z gniazdami otwartymi.

## Jaja

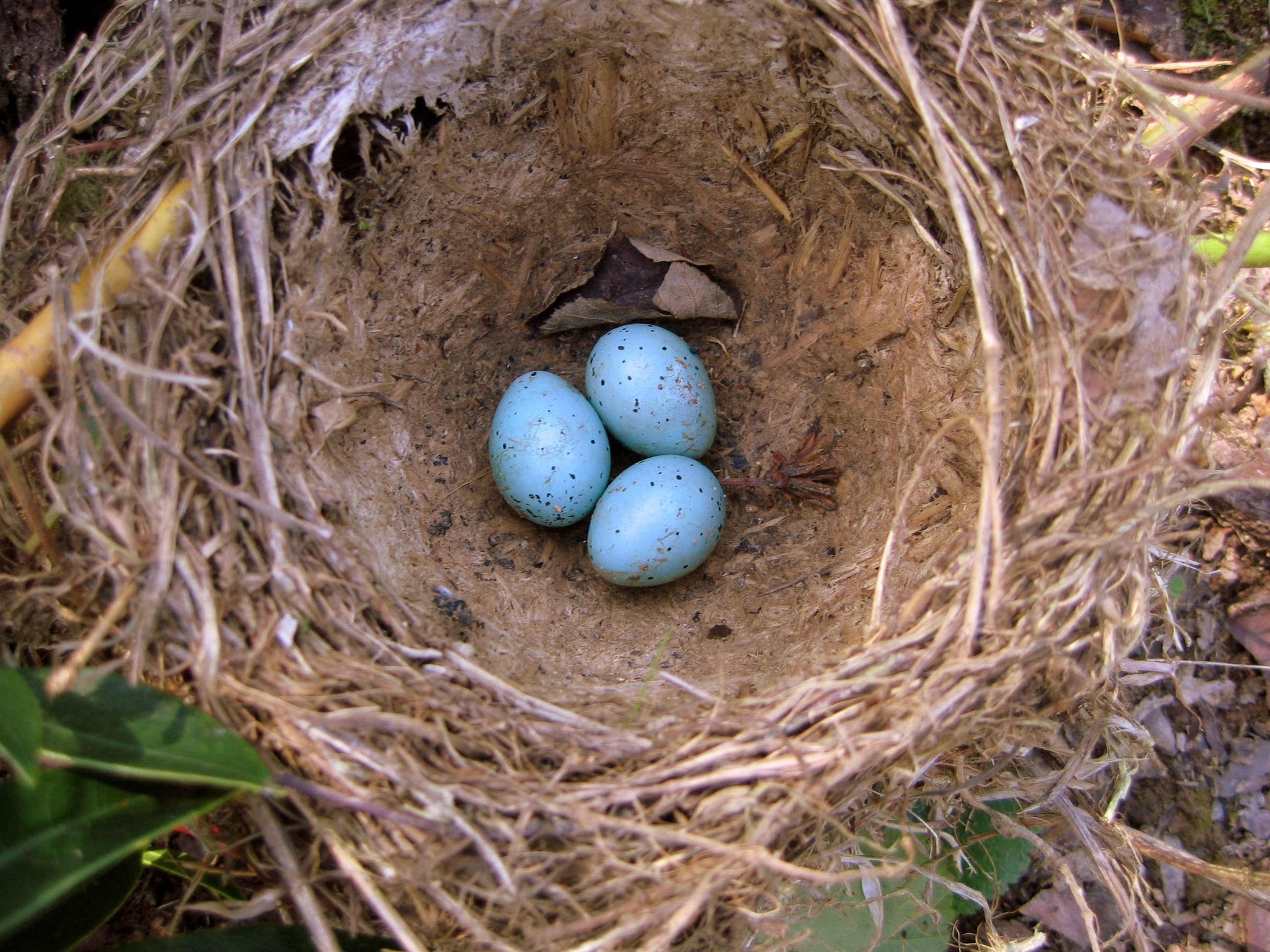
Jaja drozda śpiewaka w gnieździe

Zazwyczaj jaja mają kolor maskujący, ale np. dziuplaki składają jaja białe. Jaja perkozów zabarwiają się stopniowo od otaczających je wodorostów i butwiejących roślin. Okres od kopulacji do złożenia jaj może wynosić od kilku dni do kilku miesięcy. U papużek falistych trzymanych w domach może się zdarzyć, że jajo pęknie w ciele papużki. Zdarza się to zwłaszcza podczas niezbyt delikatnych zabaw z właścicielami.
W przypadku gniazdowania na klifach i urwiskach jaja łatwo mogą spaść. Gatunki tak rozmnażające się, np. nurnik, wykształciły lekko wydłużone i zwężające się jaja. Chroni je to przed spadnięciem, w razie przypadkowego potrącenia jajo zacznie się kręcić z osią w postaci czubka jaja.

### Liczba jaj
Liczba jaj składanych przez samicę zależy od gatunku. Pomijając ptaki hodowlane (nioski) zwykle jest to kilka lub kilkanaście na lęg. Przykładowa liczba jaj różnych gatunków to: pingwin cesarski – 1, gołąb skalny – 1 lub 2, mewy – 3, bernikla kanadyjska – 4–6, kapturnik – 10–11. Liczba ta może być stała, tj. samica składa w gnieździe ustaloną liczbę jaj, a po zabraniu lub dodaniu wysiaduje nową liczbę (tak jest np. u gołębia skalnego), często jednak samica może składać różną liczbę jaj, aż do wypełnienia gniazda. W warunkach naturalnych jest to zwykle stała liczba – kilka jaj, jednak w eksperymentach, w których wybierano jaja z gniazd, samice uzupełniały brakującą liczbę, składając ostatecznie od kilkunastu (mewa srebrzysta) do kilkudziesięciu (wróbel zwyczajny, dzięcioł różowoszyi), a nawet stu (kaczka krzyżówka) jaj. Zwykle ptaki składają nieco mniej jaj niż mieści się pod ich plamą lęgową i są w stanie wywieść. Fakt, że składane jest mniej jaj niż umożliwiałaby to fizjologia tłumaczy się rachunkiem kosztów i zysków, gdyż wytwarzanie jaj osłabia organizm i łatwiej wykarmić mniejszą liczbę piskląt. Optymalna pod względem opłacalności liczba składanych jaj to tzw. wielkość Lacka (od nazwiska ornitologa Davida Lacka) i może się nieco różnić się u różnych osobników gatunku, a jej utrzymywanie się jest przejawem działania doboru stabilizującego.

### Inkubacja
Rozwój młodych ptaków w jaju wymaga zapewnienia ciepła. Najczęściej jego źródłem jest ciepło ciała rodzica, który wysiaduje jaja w gnieździe.
Niekiedy samiec pomaga samicy wysiadywać jaja, u gatunków poligamicznych, np. u cietrzewia, samiec czasami jednak pozostawia samicę samą sobie. Po kopulacji buduje ona sama gniazdo, składa jaja i opiekuje się nimi oraz odchowuje pisklęta. Samiec, jeśli w ogóle pomaga, zwykle wysiaduje jaja w dzień. Z kolei u stepówki prążkowanej to samiec wysiaduje w nocy, ponieważ ma mniej maskujące ubarwienie. Samice mają w większości przypadków ubarwienie ochronne, aby nie zauważył ich drapieżnik.

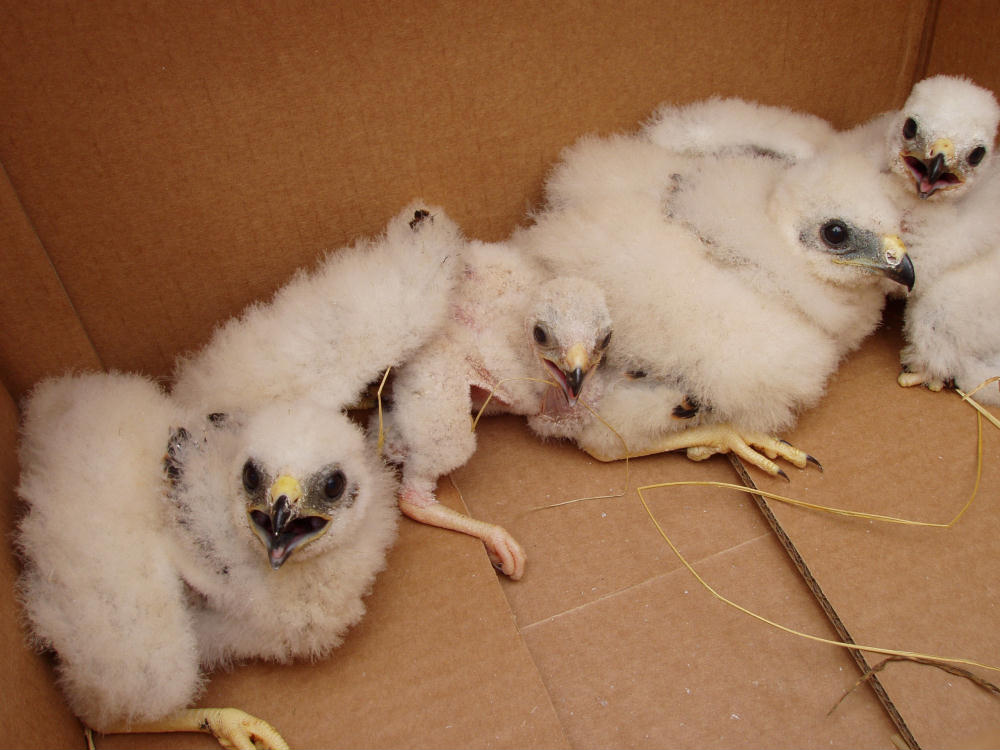
Pisklęta błotniaka łąkowego. Wyraźnie widać, że drugie od lewej jest najmłodsze

Inkubacja różni się w zależności od gatunku. Dzięcioł duży wysiaduje jaja zaledwie 8 dni, a albatros wędrowny swe jedno jajo około 82. Podczas inkubacji jaja są często obracane, aby równomiernie je ogrzać. Nogal prążkowany nie wysiaduje jaj; samiec zakopuje je wśród gnijących liści w ziemi, które je ogrzewają. U ptaków, u tej płci, która wysiaduje jaja, okresowo na brzuchu występuje plama lęgowa. Silne ukrwienie i brak piór w tym miejscu pomagają w ogrzewaniu jaj. Plamy lęgowe mogą występować pojedynczo (np. u jastrzębi, gołębi, wielu śpiewających), po dwie (np. u siewek, alk, wydrzyków) lub po trzy (np. u mew). U niektórych zaś w ogóle ich brak (np. pelikanów, głuptaków). W takim wypadku rolę plamy lęgowej odgrywa skóra stóp. Specyficzną plamę lęgową, przykrytą fałdem skóry, wytwarzają niegniazdujące gatunki pingwinów – pingwin cesarski i królewski. Plamy lęgowej nie mają gatunki niewysiadujące jaj, np. niektóre kukułki.

### Klucie
Rozróżnia się klucie synchroniczne i niesynchroniczne. W trakcie klucia synchronicznego pisklęta wykluwają się w ciągu kilku godzin, a rodzice karmią je wszystkie, nie faworyzując żadnego. W przypadku klucia niesynchronicznego klują się w odstępach, w jakich zostały złożone jaja. Dzieje się tak w przypadku pelikanów, sów, szponiastych oraz czapli siwych.
Pisklęta wydostają się z jaja na dwa sposoby. Pierwszy to regularne dziobanie, prowadzące do oddzielenia wierzchołka jaja i wypchanie go przez wykluwającego się ptaka. Postępują tak np. bażanty. Drugi to zrobienie kilku dziur, aż jajo rozpadnie się na kilka nieregularnych kawałków, charakterystyczny dla np. kulików wielkich.
Rzadko spotyka się skorupki po naturalnym wykluciu w pobliżu gniazda. Dorosłe ptaki wynoszą daleko poza miejsce gniazdowania resztki jaj, a nawet je połykają, aby lęg nie został wykryty przez drapieżniki.

## Pisklęta

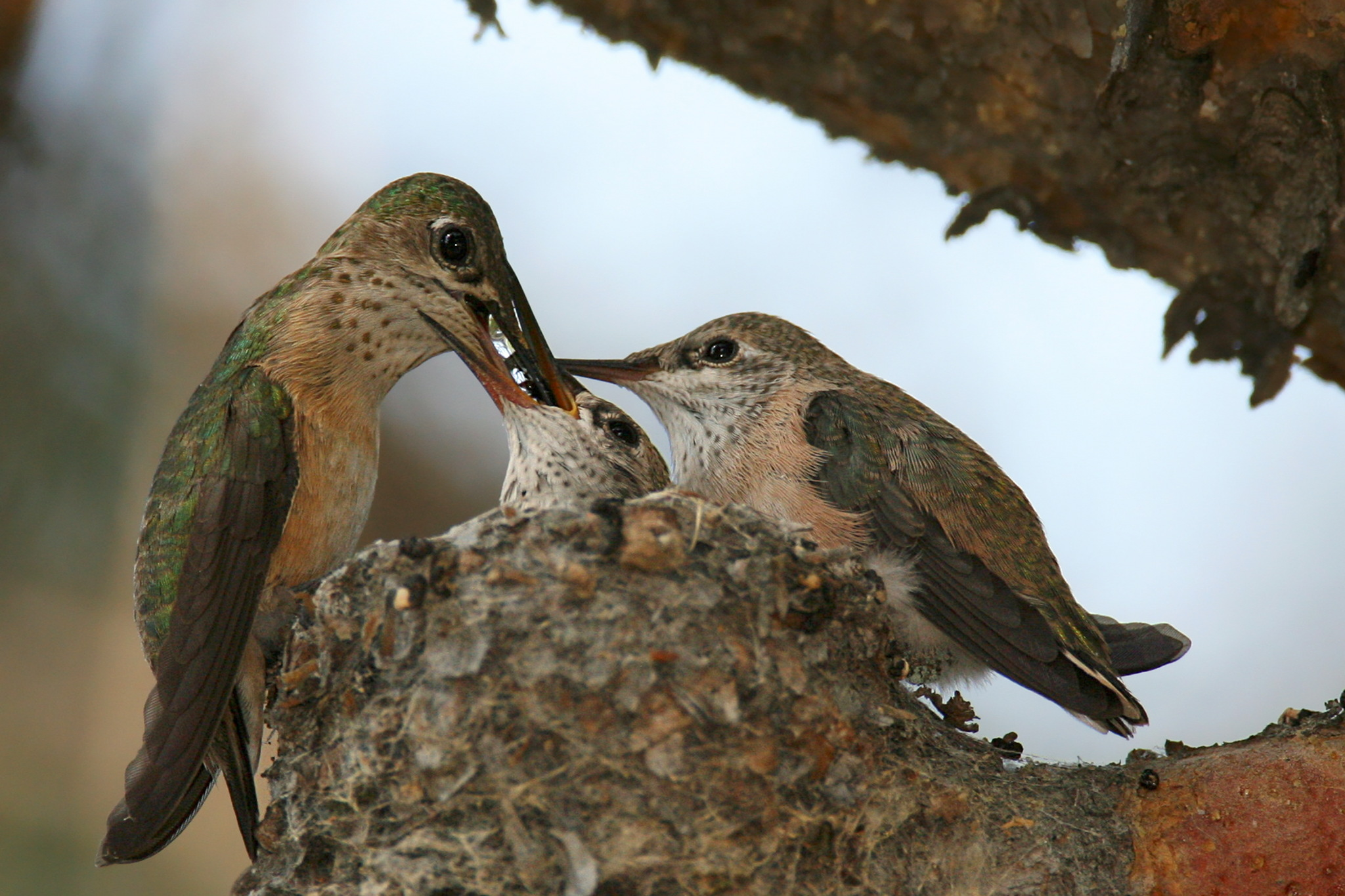
Karmienie młodego rudaczka liliobrodego przez rodziców

W przypadku klucia niesynchronicznego starsze pisklęta mogą dręczyć młodsze i uniemożliwiać im pobieranie pokarmu od rodziców. Jeżeli brakuje pożywienia, starsze pisklęta mogą zabić swoje młodsze rodzeństwo (kainizm) i zjeść je (jeśli są mięsożerne). Rodzice mogą także poświęcać uwagę tylko najstarszemu dziecku, przez co reszta umrze z głodu.
U wróblowych karmione są wszystkie pisklęta. Drozdy wykonują dziennie około 200 lotów do gniazda z pokarmem w dziobie. U mniejszych ptaków, jak np. sikory, liczba ta wzrasta do 2000. Młode szeroko otwierają dzióbki (ich wnętrze jest barwne a nawet opatrzone wzorami), sygnalizując rodzicom, że oczekują nakarmienia. Dodatkowo rodzice ptaków (z wyjątkiem gołębi) wynoszą poza gniazdo odchody piskląt otoczone elastyczną błonką.
Pisklęta niektórych ptaków otrzymują pokarm tylko raz na dobę albo rzadziej, np. u rurkonosych. W pierwszym tygodniu życia młodych nawałników burzowych rodzice nieustannie się nimi opiekują. Potem pozostawiają pisklę i karmią je tylko w nocy i tylko raz. Podobnie ma się rzecz z nawałnikiem dużym.
Badania przeprowadzone na majowym lęgu szpaka wykazały, że u szpaków liczba doniesień pokarmu wynosi ponad trzysta. Jedno pisklę zjadało dziennie średnio 58 stonek ziemniaczanych i 472 chrabąszcze. Młode obserwowanej pary szpaków przez 3 tygodnie spędzone w gnieździe zjadły razem 7808 chrabąszczy.
Intensywnie czerwony kolor wnętrza dzioba piskląt bierze się z silnego ukrwienia tej części ciała. Kiedy pisklę zostanie nakarmione, większość krwi spływa do żołądka i jelita, aby zabrać składniki pokarmowe. Jeżeli pisklę dalej będzie prosić, rodzic nie zwróci na to uwagi i będzie karmił pisklę z najintensywniejszym kolorem dzióbka.
Na tak częste donoszenie pokarmu nie mogą sobie pozwolić ptaki szponiaste. Rzadziej karmią one pisklęta, starają się jednak przynieść jak najwięcej pożywienia. Ptaki morskie często połykają pokarm, wstępnie trawią go i wymiotują, zatrzymując go w dziobie. Pisklęta wkładają tam główki i zjadają papkowaty pokarm. Jest im wtedy łatwiej połknąć oraz strawić pożywienie niż w przypadku np. całej ryby.
Gołębie wydzielają z woli gęsty płyn, tzw. ptasie mleczko. Pisklęta wkładają dzióbki do gardła swych rodziców i spijają je. Uzupełnia ono niedobór białka w diecie piskląt, składającej się głównie z ziaren. Powstaje przez rozkład naskórka w wolu. Stepówki mają gęste pióra na piersi. Gdy nasiąkną one wodą, pisklęta spijają trudno dostępną w ich środowisku wodę.

### Pasożytnictwo

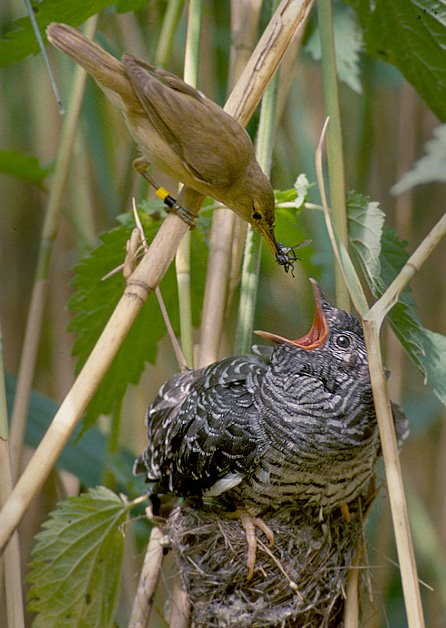
Trzcinniczek karmiący pisklę kukułki

Pasożytnictwo lęgowe polega na składaniu jaj do nie swojego gniazda. Najbardziej znanym pasożytem lęgowym jest kukułka. Taka forma gniazdowania jest o tyle trudna, że ptak musi wyczekać na odpowiedni moment, aby podkraść się do gniazda. Następnie połyka jedno z jaj i składa tam własne. Gospodarze nie zwracają uwagi na wielkość jaja, ważny jest tylko wzór na skorupce. Pasożyty lęgowe zwykle mają krótki okres inkubacji i mogą ją rozpocząć już w jajowodach, dzięki czemu ich pisklęta wykluwają się wcześniej niż pisklęta gospodarza. Pisklęta po wykluciu wyrzucają jaja lub pisklęta gospodarza; mają dostosowane do tego, nieco spłaszczone plecy. Kukułki często powracają do gniazd gatunków, które były ich "przybranymi" rodzicami. Jeśli kukułka wychowała się w gnieździe trzcinniczka, będzie w przyszłości najprawdopodobniej składała jaja do gniazda tegoż ptaka.
Wbrew stereotypowym wyobrażeniom ten zwyczaj kukułkowatych nie jest powszechny, postępuje tak mniej niż połowa ptaków z tej rodziny. Poza nimi pasożytami są: pasożytka (kaczka) oraz niektóre wdówki (np. wdówka białobrzucha), miodowody i kacyki. Takie zachowania zdarzają się też mewom gniazdującym w koloniach. Jeżeli samica nie jest gotowa do opieki nad jajami lub jej gniazdo zostało zniszczone, składa jaja do gniazda mewy obok.

### Rodzaje piskląt
Pisklęta wykluwają się w różnych stadiach rozwoju: od łysych, ślepych i nieporadnych po porośnięte puchem i całkowicie widzące. W zależności od tych cech dzielą się na gniazdowniki i zagniazdowniki, z dwiema podgrupami w każdej:
- gniazdowniki właściwe – wykluwają się ślepe i łyse, u niektórych gatunków tylko lekko porośnięte puchem. Muszą być stale karmione i ogrzewane do porośnięcia gęstym puchem. Zwykle jaja są inkubowane od zniesienia kilku pierwszych jaj. Przykładem może być sroka.
- gniazdowniki niewłaściwe – tuż po wykluciu mają otwarte oczy i są porośnięte puchem, jednak do osiągnięcia pełnego rozwoju pozostają w gnieździe i są karmione przez rodziców. W przeciwieństwie do poprzedniej grupy same zjadają przyniesione pożywienie, rodzice nie muszą wkładać go im do dziobków. Należą tu tylko szponiaste i brodzące.
- zagniazdowniki niewłaściwe – również wykluwają się pokryte puchem i z otwartymi oczami, ale nie potrafią same brać do dzioba pożywienia. Rodzice muszą je karmić i zostają w gnieździe do uzyskania lotności. Przykładem są pisklęta lelka.
- zagniazdowniki właściwe – przykładem może być łabędź niemy i perkoz dwuczuby. Pisklęta niedługo po wykluciu podążają za rodzicami, razem z nimi szukają pożywienia. U tych gatunków rodzice przewożą na grzbiecie pisklęta. Inkubacja rozpoczyna się po złożeniu ostatniego jaja. Zwykle po wyjściu młode już nie wracają do gniazda. Jaja nogali prążkowanych mają tyle żółtka, że pisklęta wykluwają się całkowicie rozwinięte. Same wychodzą z kopca i już na drugi dzień potrafią latać[69].

Tak jak w przypadku budowy gniazda nie jest określone, czy wodzić pisklęta będzie samiec czy samica. U jarząbków robi to tylko samica, u perkozów dwuczubych rodzice „dzielą się” pisklętami po połowie.

## Starsze pisklęta

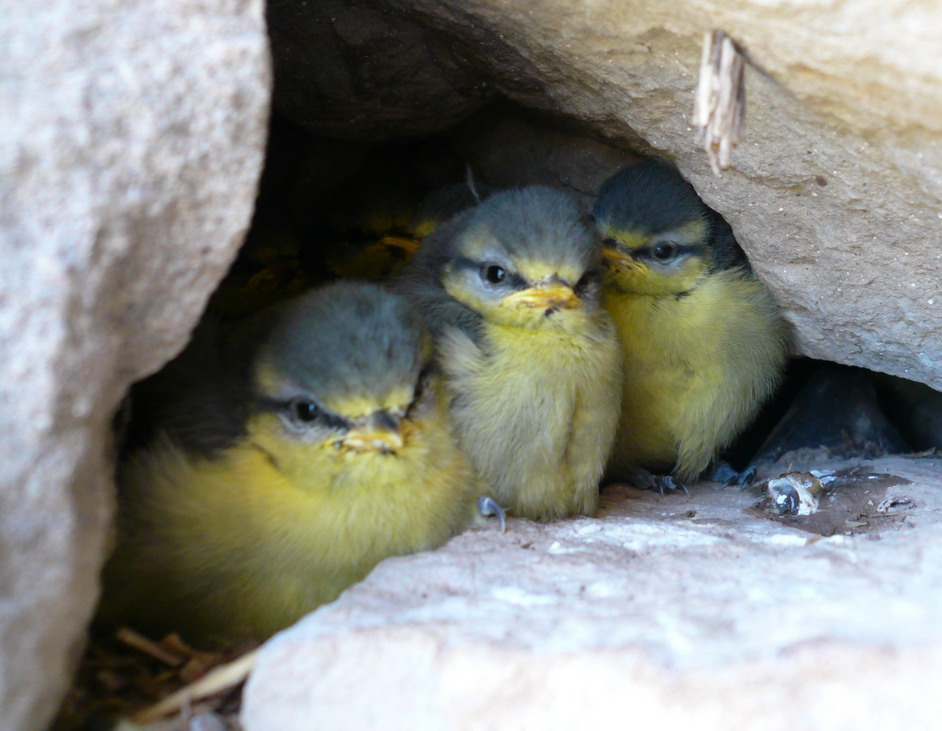
Kilka młodych modraszek oczekujących na pokarm (3-4 schowane z tyłu)

Starsze pisklęta nadal wychowują się w gnieździe, coraz częściej opuszczają je jednak i uczą się latać. Strusie, flamingi, pingwiny i blaszkodziobe organizują „przedszkola” (częściej „żłobki”) dla potomstwa grupy. U strusi kilkanaście, kilkadziesiąt młodych (z kilku lęgów) przebywa pod opieką kilku lub jednego dorosłego ptaka.
Pisklę coraz częściej opuszcza gniazdo. Takie wycieczki mogą być dla niego bardzo niebezpieczne, głównie ze strony ludzi. Np. śmiertelność młodych łabędzi wynosi około 80%, a dorosłych ptaków średnio 1/4 populacji rocznie. Zauważono, że u młodych żurawi występuje silna agresja w okresie, gdy są jeszcze pokryte żółtym puchem. Dlatego rodzice prowadzają po jednym młodym, jeśli mają dwa. Młode po opuszczeniu gniazda (tzw. podloty) zawsze czekają na pokarm osobno. Zapobiega to zabiciu całego lęgu w przypadku znalezienia piskląt przez drapieżnika.
Wyjątkiem od tego zachowania jest kiwi plamisty, którego pisklęta natychmiast po inkubacji opuszczają gniazdo i odtąd muszą radzić sobie same. Pisklęta są bezbronne dopóki nie osiągną wagi około 680 g (1,75 funta), co zajmuje około 17-20 tygodni. Dlatego większość z nich ginie przed upływem tego okresu.
Wiek, w którym ptak może już przystąpić do lęgu, różni się w zależności od gatunku, nawet w tym samym rzędzie. Przykładowo, gołębie miejskie mogą się rozmnażać już po 6 miesiącach, a należące do tego samego rzędu gołębiowych grzywacze dopiero po roku. Sępy mogą rozmnażać się dopiero po pięciu, a nawet sześciu latach.

## Ochrona gniazda i młodych

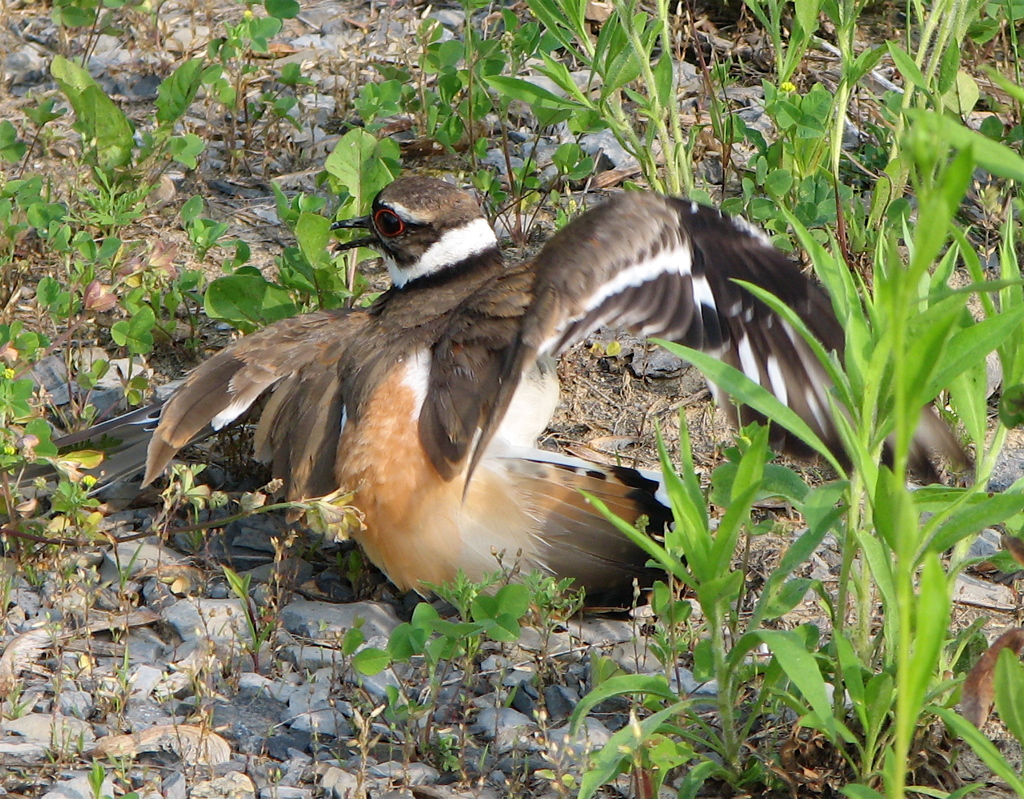
Sieweczka krzykliwa odciągająca drapieżnika od gniazda

W przypadku zagrożenia większość ptaków woli zostawić swoje jaja i złożyć następne. Niektóre gatunki, np. polskie sieweczki, bronią jednak gniazda. Udają na przykład, że mają złamane skrzydło i odchodzą od gniazda, drapieżnik podąża za nimi, a kiedy znajdzie się już wystarczająco daleko od gniazda, ptak zrywa się do lotu i ucieka. Zachowanie to jest właściwe także podkasałce pustynnej. Nieco inną taktykę stosują chwostki. Biegną zakosami po ziemi, popiskując. Zachowania mające na celu odwrócenie uwagi potencjalnego wroga od lęgu nazywają się zachowaniami odciągającymi.
Młode dudki w obliczu zagrożenia wydalają śmierdzącą substancję. Natomiast fulmary, zwłaszcza młode, wymiotują na drapieżnika cuchnącą cieczą. Pisklęta sieweczki obrożnej mają maskujące ubarwienie i w razie niebezpieczeństwa przywierają nieruchomo do podłoża, można je nawet niechcący rozdeptać.
Słonka może przenosić swoje młode. Chwyta je nogami i dociska dziobem. Lot umożliwiają jej oczy usadowione wysoko na głowie po bokach. Postępują tak także samce długoszpona afrykańskiego. Dzięki budowie szkieletu może trzymać pod skrzydłem do dwóch młodych, przy przeciętnej liczbie 4, bardzo rzadko 3. Przenosi je tak w inne miejsca i ochrania. Potrzosy bardzo wytrwale siedzą na gnieździe. Dadzą się głaskać a nawet zabić, ale nie zejdą z gniazda.
W języku angielskim istnieje termin umbrella species. Określa on gatunki takie jak np. rycyk i czajka, które agresywnie broniąc własnych lęgów nieświadomie chronią także inne, niezdolne do obrony gatunki, np. pliszki. Kiedy czajka uzna, że potencjalny drapieżnik znajdzie się zbyt blisko gniazda, lata nad nim i przeraźliwie wrzeszczy, a czasami nawet go dziobie. Odpędza go w ten sposób także od innych ptaków. Dodatkowo, aby gniazdo nie zostało wykryte, zawsze ląduje kilka metrów od niego i resztę drogi pokonuje pieszo.
Bardzo specyficzny sposób ochrony przed drapieżnikami wykształciły kowaliki oraz dzioborożce. U kowalików samica po złożeniu jaj zalepia otwór dziupli albo budki gliną, dopasowywując rozmiar tak, aby tylko kowaliki mogły się tu dostać. Dzioborożce robią to razem, za pomocą błota, zostawiając jedynie mały otwór na pożywienie. Zimorodki swoje nory wykopują nieco do góry, aby chronić gniazdo przed zalaniem. Trzciniaki potrafią przewidzieć, jaki będzie poziom wody w najbliższym czasie. Jeżeli robią nowe gniazdo wyżej, bardzo prawdopodobne, że poziom wody się podwyższy.
Rodzice piskląt z gatunków budujących otwarte gniazda (jak np. łyski) potrafią chronić swoje młode przed deszczem, upałem i zbyt silnym słońcem. Rozkładają wtedy nad nimi skrzydła i ogon. Jednakże obserwacje cierniówek wykazały, że również one potrafią tak postępować i „wiedzą”, że tak trzeba, chociaż ich gniazda doskonale ukryte są w krzewach.
Bardzo agresywnie i skutecznie bronią gniazda łabędzie nieme i sowy. Zdarzały się przypadki, że pragnący chronić młode łabędź przewrócił łódkę z obserwatorami, bo znalazła się za blisko gniazda. Sowy (głównie samice puszczyka uralskiego) broniąc lęgu atakują dziobami i pazurami z powietrza, co może nawet zabić. Zazwyczaj jednak robią to przy próbach zaglądnięcia do gniazda albo dotknięcia opierzonych piskląt.